# Vlindermolen (Herman Makkink)
Vlindermolen is een artistiek kunstwerk in Amsterdam Nieuw-West.
Het is een schepping van Herman Makkink, die een voorliefde had voor baksteen constructies. Dat laatste is hier te vinden in de “sokkel” die bestaat uit een enigszins uit waterpas staande halve bol. Daarboven begint een constructie dat veel weg heeft van de romp van een molen (hier geheel bekleed met riet), die wordt afgesloten met de kap. De kap wordt “lichter” gemaakt door de bevestiging van vlindervleugels, die voor wat betreft hun plaats doen denken aan molenwieken. Combinatie leverde de titel van het werk op. Het beeld kreeg in de loop van de jaren bijnamen:
- Paashaas; vanuit zekere hoek is de vlinder niet duidelijk meer zichtbaar en krijgt het uiterlijk van een zittende paashaas.
- de peer

De molenvorm voert terug op de vele molens die in de gemeente Sloten stonden.
Het gevaarte staat enigszins uit het lood in een grasveldje in het midden van een rotonde op de kruising van de Sloterweg en de Anderlechtlaan. Dat heeft tot gevolg dat bij het draaien van de rotonde steeds een ander beeld ontstaat. Het is behalve markeringspunt ook een oriëntatiepunt in de wijk; het beeld is rondom vrijgehouden van hoge bebouwing. 
Andere bakstenen objecten van Makkink zijn het Wegwerphuisje bij de Cornelis Lelylaan en een titelloos werk (alternatief: Bolbewoners) in het Westerpark.

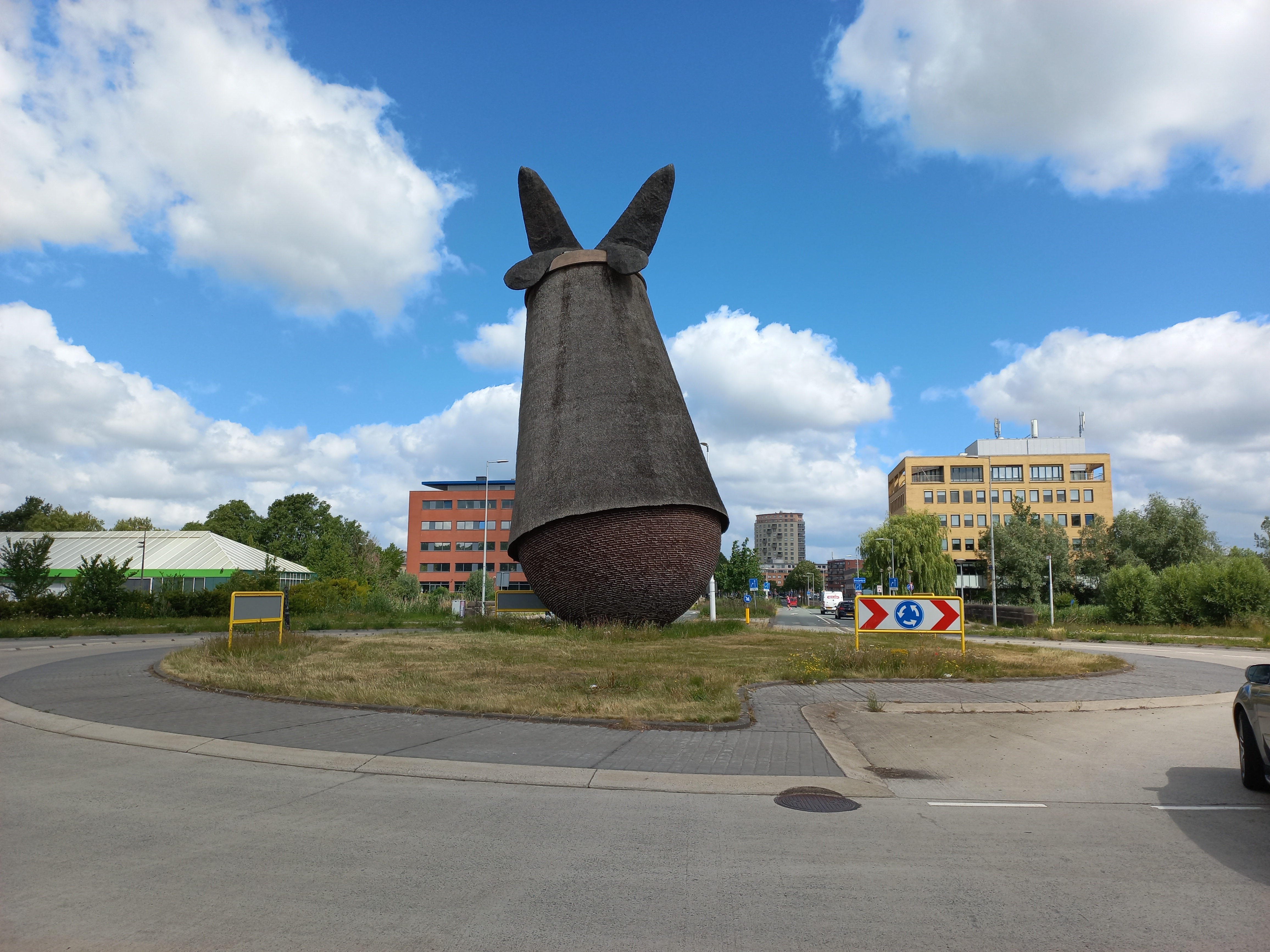
Paashaas (vlindermolen) (juni 2022)